# Windows プレインストール環境
Microsoft Windows プレインストール環境 (Windows Preinstallation Environment, Windows PE, WinPE) は、大手企業などが多数台のワークステーションやサーバへWindowsをインストールするための、軽量版Windowsである。またPCメーカーが製造過程で自社製PCにOEM版Windowsをプレインストールするためにも利用される。
軽量であるがゆえハードディスクドライブのみならずコンパクトディスクやUSBメモリからもブートでき、フロッピーディスクからブートできたMS-DOSに代わるOSの選択肢の1つとして利用可能である。

## 概要
WinPEは当初、Microsoft Windowsオペレーティングシステムをインストールするプラットフォームとしてのみ利用することを意図していた。後のバージョンは下記のような目的のためのプラットフォームに発展した。
- 大企業でのワークステーションやサーバへのWindowsインストール
- PCメーカーがエンドユーザーに販売するワークステーションやサーバへのOEM版Windowsプレインストール
- 大手PCメーカーの修理部門や、その他Windowsリカバリーを行いたい場面で使用される、リカバリープラットフォーム

システム診断時や回復インストール時にユーザーが使用するユーティリティOSとして、MS-DOS（NTFSが扱えない）からの置き換え。
起動CD/DVDは、開発テスト技術者やシステム管理者のためのリカバリーCD/DVDとしてカスタマイズ可能である。インターネットを利用できるそれらの人々は目的に合わせ異なるサードパーティアプリケーションを含むWinPEの起動CD/DVDを作成することが多い。
- サードパーティー製Windowsユーティリティ（例えばsymantec ghost）のプラットフォーム

## 歴代バージョン
以下のバージョンの存在が知られている。最小必要メモリ容量が次第に大きくなり、バージョン2.0では512MBに近づいた。現行版のバージョンは5.1であり、Windows 8.1のカーネルをベースとしている。

### Windows PE 1.0
Windows XP Professionalの初期バージョンを元にした構築作業を要する。

### Windows PE 1.1
Windows XP Professional Service Pack 1 (SP1)を元にした構築作業を要する。

### Windows PE 1.2
Windows Server 2003ファミリーを元にした構築作業を要する。

### Windows PE 2004 (1.5)
Windows XP Professional Service Pack 2 (SP2)を元にした構築作業を要する。

### Windows PE 2005 (1.6)
Windows Server 2003 Service Pack 1 (SP1)を元にした構築作業を要する。

### Windows PE 2.0
Windows Vistaを元に構築された。
このバージョン以降と以前のバージョンに比して以下の特徴がある。
- ツールキットのインストーラ自体からファイルが生成されるため、ソースDVD（元となるWindowsのインストールディスク）をもはや要求してこない。代わりに、ダウンロードサイズが以前は60MB程であったが当版から900MBに増加した。
- WMIアクセス、Windows Scripting Host (WSH)、追加ドライバ、他の32ビットアプリケーション（または64ビット版のための64ビットのアプリ）といったような、様々なプラグインを含む起動イメージを作成するよう変更可能である。
- 当版から以降、マイクロソフトの製品であるBDD 2007を利用することにより、起動環境を生成する手順の全体に渡って、（古いシステムのユーザーになじみ深い）コマンドラインツールを排除した。
- 再書き込み可能なRAMディスクを利用可能（WinPE 1.xバージョンは書き込みできないRAMディスクを利用していた）であり、USBメモリのような追加の周辺機器をホットプラグで利用可能である。

### Windows PE 2.1
Windows Server 2008を元に構築され、Windows Vista SP1と同じコードを基盤としている。

### Windows PE 3.0
Windows Server 2008 R2ないしWindows 7と同じコードを基盤として構築されている。

### Windows PE 3.1
Windows 7 Service Pack 1 (SP1)を元に構築された。
3.0に対する更新としてリリースされておりインストーラーは含まれておらず、手動で上書きして使用する。

### Windows PE 4.0
Windows Server 2012ないしWindows 8と同じコードを基盤として構築されている。

### Windows PE 5.0
Windows Server 2012 R2ないしWindows 8.1と同じコードを基盤として構築されている。このバージョンよりWindows VistaとWindows Server 2008の展開をサポートしない。

### Windows PE 5.1
Windows PE 5.0にWindows 8.1 Updateを適用したもの。Windows ADK 8.1 Updateには引き続きWindows PE 5.0が含まれている。

### Windows PE for Windows 10
Windows 10と同じコードを基盤として構築されている。「有効化パッケージ」を用いて通常の品質更新プログラムと同様の機能更新方式がとられた場合を除き、Windows 10各バージョンのリリースと同時期に、相当するバージョンがリリースされる。
10.0.10240.16384
Windows 10 バージョン1507相当。
10.0.10586.0
Windows 10 バージョン1511相当。
10.0.14393.0
Windows 10 バージョン1607相当。
10.0.15063.0
Windows 10 バージョン1703相当。
10.0.16299.15
Windows 10 バージョン1709相当。
10.0.17134.1
Windows 10 バージョン1803相当。
10.0.17763.1
Windows 10 バージョン1809相当。
10.0.18362.1
Windows 10 バージョン1903相当。
10.0.19041.1
Windows 10 バージョン2004相当。
10.0.20348.1
Windows Server 2022相当。クライアント版Windowsでは、Insider Preview版の「Iron」開発セメスターにあたるが、相当するリリースバージョンはない。

### Windows PE for Windows 11
Windows 11と同じコードを基盤として構築されている。「有効化パッケージ」を用いて通常の品質更新プログラムと同様の機能更新方式がとられた場合を除き、Windows 11各バージョンのリリースと同時期に、相当するバージョンがリリースされる。
10.0.22000.1
Windows 11 バージョン21H2相当。
10.0.22621.1
Windows 11 バージョン22H2相当。
10.0.25398.1
Windows Server 年間チャネルのバージョン 23H2相当。クライアント版Windowsでは、バージョン24H2開発途中の「zn_release」ブランチからのビルドにおおむね一致するが、相当するリリースバージョンはない。
10.0.26100.1
Windows 11 バージョン24H2相当。